# Arai-Kwomtari jezici
Arai-Kwomtari jezici, papuanska jezična porodica koja obuhvaća deset jezika koji se govore u Papui Novoj Gvineji. Nastala je spajanjem 4 arai ili left may jezika s jezicima bivše porodice kwomtari-baibai (danas skupina kwomtari). Porodica left may obuhvaćala je isprva [7], pa [6] jezika. Od šest ovih jezika četiri arai jezika priključeni su novoj porodici arai-kwomtari, a ostala 2 arai jezika bo [bpw] i nakwi [nax], ostali su jedini predstavnici porodice left may.
Skupinu arai čine jezici ama [amm]; iteri [itr]; nimo [niw]; i owiniga [owi]. Skupina kwomtari (nekadašnja porodica kwomtari-baibai) dalje se dijeli na podskupine fas s (2) jezika; Kwomtari (2) jezika; Kwomtari u pravom smislu (jezgrovni) sa (1) jezikom, nai [bio] ; i Pyu (1) jezik, pyu
Jezik rocky peak čiji su alternativni nazivi laro, iyo i yinibu, i čiji je identifikator bio [rok], nekad se smatrao posebnim jezikom i vodio kao jedan od sedam jezika porodice left may. Sela u kojemu se govori ili se govorio su Iwau, Agrame, Uwau i još najmanje dva druga. Leksički je 80% do 90% sličan jeziku iteri. Danas se poistovjećuje s jezikom iteri, a identifikator je povučen iz upotrebe.